# Serge de Witt
Serge (en russe Sergheï) de Witt, né à Moscou en Russie le 11 janvier 1892 et mort à Cendrieux (Dordogne), le 21 juillet 1990, est un comte et le mari de Marie-Clotilde Bonaparte.

## Biographie
Serge de Witt est né à Moscou le 11 janvier 1892, il est le fils d'Oscar de Witt, conseiller d'État, et de Lydia de Fidler. Il est issu d'une famille originaire des Pays-Bas, établie en Russie, probablement sous le règne de Pierre le Grand, et occupant des postes dans l'administration russe. Ces charges conféraient à leur titulaire la noblesse héréditaire. 
Après une carrière militaire au 12e régiment de lanciers Belgorodski, durant la Première Guerre mondiale, il devient aide de camp de Carl Gustaf Emil Mannerheim, régent du royaume de Finlande de 1918 à 1919. Serge s'exile d'abord en Bulgarie, puis, en 1922 en France, à Paris, où il étudie et travaille, dans un premier temps, à Boulogne comme dessinateur. 
Il est actif dans la franc-maçonnerie et lié aux loges Jupiter et Astrée, à l'instar de nombreux émigrés russes. En 1929, il s'établit en Allemagne, jusqu'à l'arrivée au pouvoir du parti nazi. En 1934, il revient en France. En 1939, il s'engage dans la Légion étrangère et est affecté au premier régiment étranger de cavalerie en Tunisie avec le grade de lieutenant.
Après un veuvage, il épouse à l'église Notre-Dame des Victoires à Kensington, Londres, le 17 octobre 1938, Marie-Clotilde Bonaparte, fille du prince Victor Napoléon et de la princesse Clémentine de Belgique. De ce mariage sont issus dix enfants : 
- Marie-Eugénie de Witt (1939), mariée au comte Peter Cheremetieff en 1961, puis au comte Hélie de Pourtalès en 1975 ;
- Hélène de Witt (1941), mariée au comte Henri du Lau d'Allemans en 1959 ;
- Napoléon-Serge de Witt (1942-1942) ;
- Yolande de Witt (1943-1945) ;
- Véra de Witt (1945), mariée au marquis Godefroy de Commarque en 1966 ;
- Baudoin de Witt (1947), marié à Isabelle de Rocca-Serra en 1968. Ce sont les parents de l'historienne Laetitia de Witt ;
- Isabelle de Witt (1949), mariée à Remmert Laan en 1970 ;
- Jérôme de Witt (1950), marié à Véronique Dedryver en 1970, puis à Viviane Jutheau en 1992 ;
- Vladimir de Witt (1952-2024), marié à Margarete Mautner von Markhof en 1976, puis à Françoise Martin-Flory en 1993 ;
- Anne de Witt (1953), mariée à Henry Robert de Rancher en 1976.

Établi avec sa famille à Sousse, en Tunisie, depuis 1940, il revient en France peu après 1947. En 1949, il acquiert le château de la Pommerie où il devient exploitant agricole.